# Za Kalvarijo
Za Kalvarijo este o localitate din comuna Maribor, Slovenia, cu o populație de 136 de locuitori.